# 枚方市立香里小学校
枚方市立香里小学校（ひらかたしりつ こうりしょうがっこう）は、大阪府枚方市香里ヶ丘十丁目にある公立小学校。

## 沿革
- 1946年4月1日 - 大阪府北河内郡枚方町立香里国民学校として開校。
- 1947年4月1日 - 学制改革により、大阪府北河内郡枚方町立香里小学校に改称。
- 1947年8月1日 - 枚方市の市制施行により、枚方市立香里小学校に改称。
- 1962年4月1日 - 枚方市立五常小学校を分離。
- 1966年4月1日 - 従来の校区の一部を、新設の枚方市立春日小学校校区へ分離。
- 1971年4月1日 - 枚方市立香陽小学校を分離。
- 1996年 - 大阪府教育委員会から、図書館教育の研究校に指定される。

## 通学区域
- 枚方市 香里ヶ丘四丁目（一部）、香里ヶ丘八丁目（一部）、香里ヶ丘九丁目、香里ヶ丘十丁目、香里園山之手町（一部）、香里園町、香里園東之町、香里園桜木町、南中振一丁目（一部）。

卒業生は基本的に枚方市立第二中学校に進学する。

## 著名な出身者
- 内藤剛志 - 俳優（小学3年生まで在籍[2]。大阪市立集英小学校に転校した）

## 交通
- 京阪本線 香里園駅 東へ約1.7km。
- 京阪バス 香里小学校前バス停